# Carex hypolytroides
Carex hypolytroides är en halvgräsart som beskrevs av Henry Nicholas Ridley. Carex hypolytroides ingår i släktet starrar, och familjen halvgräs. Inga underarter finns listade i Catalogue of Life.